# Корытно
Корытно — деревня в Гдовском районе Псковской области России. Входит в состав Полновской волости Гдовского района.
Расположена на правом берегу реки Желчи, в 14 км к востоку от волостного центра села Ямм.

## Население
Численность населения деревни на 2000 год составляла 18 человек, на 2002 год — 21 человек.